# Pustějov
Pustějov är en ort i Tjeckien. Den ligger i den östra delen av landet, 260 km öster om huvudstaden Prag. Pustějov ligger 254 meter över havet och antalet invånare är 967.
Terrängen runt Pustějov är platt åt sydost, men åt nordväst är den kuperad. Runt Pustějov är det ganska tätbefolkat, med 248 invånare per kvadratkilometer. Närmaste större samhälle är Studénka, 5,9 km öster om Pustějov. Trakten runt Pustějov består till största delen av jordbruksmark.